# الحرب الأنجلو-سيامية
الحرب الأنجلو-سيامية (أو الحرب الأنجلو-تايلاندية) حالة حرب قصيرة كانت قائمة بين شركة الهند الشرقية الإنجليزية ومملكة سيام في 1687-1688. أعلنت سيام الحرب رسميًا على الشركة في أغسطس 1687. لم يجرِ توقيع أي معاهدة سلام لإنهاء الحرب، ولكن الثورة السيامية عام 1688 جعلت الموضوع موضع نقاش.
نتجت الحرب جزئيًا من تنافس القوى العظمى -إنجلترا، وهولندا، وفرنسا- من أجل النفوذ والربح في سيام. كانت ذريعة الحرب المباشرة هي الخلاف بين سيام والشركة حول تصرفات المسؤولين السياميين في ميرغوي (مايك)، والتي اعتبرها الإنجليز القرصنة، وشملت الاستجابة الإنجليزية حصار ميرغوي. باستثناء القتال في ميرغوي في 14 يونيو 1687 -والذي يرقى إلى مذبحة للبحارة الإنجليز على الشاطئ- اقتصرت حرب الرماية على الغارات التجارية.

## الخلفية

### السياسة السيامية بقيادة فولكن
بحلول عام 1681، كانت السياسة الخارجية السيامية في أيدي كونستنتين فولكن، اليونانية المفضلة لدى الملك ناراي. كانت إحدى سياسات فولكن تطوير التجارة السيامية من خلال ميناء ميرغوي على خليج البنغال. كان هذا هو الميناء السيامي الرئيسي الذي عمل في التجارة مع ساحل كورمنديل في الهند. أدار المسلمون من المملكة الهندية غولكوندا هذه التجارة تقليديًا.
لإزاحة الهنود، بدأت فولكن في تشييد السفن في ميرغوي. زودتهم بمجندين إنجليز وأبحروا تحت العلم السيامي. أثار استخدام البحارة الإنجليز من قبل سيام صراعًا بين تجار غولكوندا، الذين سيطروا على تجارة ميرغوي، وشركة الهند الشرقية، التي امتلكت رئاسة مدراس على ساحل كورمنديل.
في عام 1681 رفض مسؤول الميناء في ماتشيليباتنام، وهو ميناء في غولكوندا، توريد الكابلات إلى صموئيل وايت، وهو شريك إنجليزي لفولكن، ونتيجة لذلك خسر وايت السفينة. في عام 1683 عينت فولكن رجلًا إنجليزيًا آخرًا، ريتشارد بورنبي، حاكمًا لميرغوي مع وايت بصفته شهبندر (مدير الميناء) تحت قيادتها. أشرفا معًا على برنامج كبير لبناء السفن. لكن بدا أن وايت استخدم منذ البداية منصبه للثأر لظلمه ضد غولكوندا. كان بورنبي، مثل فولكن، موظفًا سابقًا في الشركة. عينت موظفًا سابقًا آخرًا في الشركة، توماس إيفات، سفيرًا سياميًا في غولكوندا.

### حرب الانتقام ضد غولكوندا
في عام 1685 بدأ بورنبي ووايت سلسلة من الأعمال الانتقامية ضد النقل البحري الهندي، ولا سيما في غولكوندا. على الرغم من أن فولكن أمرته بالتوقف، فقد ابتكر وايت أعذارًا مختلفة لتبرير استمرار الانتقام. اعتبِر هؤلاء مجرد قراصنة من قبل الهنود والإنجليز، الذين ألقوا باللوم على فولكن والحكومة السيامية لأعمال أتباعهم في ميرغوي. ألقت غولكوندا أيضًا باللوم على الشركة نتيجة تصرفات وايت بسبب أنه كان إنجليزيًا.
سجلت وثائق الشركة مخالفات وايت المختلفة. قصف ماتشيليباتنام. واستولى على العديد من السفن التجارية. سجن طاقم سفينة تايغا راجا، وهي سفينة تجارية هندية من مدراس، وسرق منها 2000 جنيه إسترليني أثناء رسوها في ميرغوي. ثم استولى على سفينة التاجر الأرمني جون ديماركورا، أحد سكان مدراس.

### خلاف الشركة- السيامية
تفاقم الخلاف بين الحكومة السيامية والشركة بسبب نزاع شخصي بين فولكن ورئيس مدراس، إليهو ييل. تعاقدت فولكن مع ييل لتقديم بعض المجوهرات للملك ناراي. لكن فولكن، وبالنظر إلى فاتورة ييل الباهظة، رفضت استلام المجوهرات عندما وصل شقيق ييل، توماس، إلى أيوثايا. حدث هذا الإحراج للشركة في الوقت نفسه الذي كانت فيه السفارة الفرنسية بقيادة شومون حاضرة (أكتوبر 1685).
في يوليو 1686 تمكنت الشركة من الحصول على أمر مجلسي من الملك جيمس الثاني ملك إنجلترا يمنع رعايا الإنجليز من الخدمة على متن سفن أجنبية في المياه الشرقية. لم تصل إلى مدراس حتى يناير 1687. في نوفمبر 1686 كتب فولكن إلى الأب فرانسوا دي لا تشيز، كاهن الاعتراف للملك الفرنسي لويس الرابع عشر، وعرض تسليم ميرغوي إلى الفرنسيين من أجل وضع حد لقرصنة وايت المستمرة غير المصرح بها.